# Altiplania maculata
Altiplania maculata är en fjärilsart som beskrevs av Köhler 1979. Altiplania maculata ingår i släktet Altiplania och familjen nattflyn. Inga underarter finns listade i Catalogue of Life.